# Ardea (Gattung)
Ardea ist eine Gattung der Reiher, die zur Unterfamilie der Ardeinae gehören. Carl von Linné bezeichnete sie als Ardea (Große Reiher), weil die meisten Arten dieser Gattung eine Körpergrößer über 80 Zentimetern erreichen.
Die Arten der Gattung Ardea sind nahezu weltweit verbreitet und fehlen nur in den sehr kalten Regionen der Erde. Ihr Lebensraum sind Feuchtgebiete. Ihre Nahrung besteht überwiegend aus Fischen, Fröschen und anderen kleinen Tieren, die in ihrer Lebensweise ans Wasser gebunden sind. Die meisten Arten brüten in Kolonien und errichten ihre Nester in Bäumen. Die nördlichen Arten wie etwa der Graureiher, der Kanadareiher und der Purpurreiher migrieren im Winter nach Süden. Beim Graureiher und beim Kanadareiher erfolgt diese Wanderungsbewegung allerdings nur in den Gebieten, in denen das Wasser gefriert.
Die Ardea-Arten sind durch einen langen, speerähnlichen Schnabel, lange Hälse und lange Beine gekennzeichnet. Sie erwerben ihre Beute, indem sie entweder regungslos warten, bis Beute in ihre Greifnähe gelangt, oder sie bewegen sich sehr langsam durch das Flachwasser, bevor sie ihre Beute mit einer raschen Bewegung ergreifen. Ardea-Arten haben einen langsamen, gleichmäßigen Flug, bei dem der Hals in den Nacken zurückgelegt wird. Dies unterscheidet sie von Störchen, Kranichen und Löfflern, die mit ausgestrecktem Hals fliegen.

## Systematik
Einige der Arten sind sehr eng verwandt. So gelten der Grau-, der Kanada- und der Cocoireiher als Vertreter einer Superspezies. Die Einordnung des Silberreihers in diese Gattung ist dagegen strittig. Er wird gelegentlich auch der Gattung Egretta oder Casmerodius zugeordnet. Die Art weist jedoch große Gemeinsamkeiten mit den Ardea-Arten auf und unterscheidet sich sehr stark vor allem durch die Gefiederfärbung.

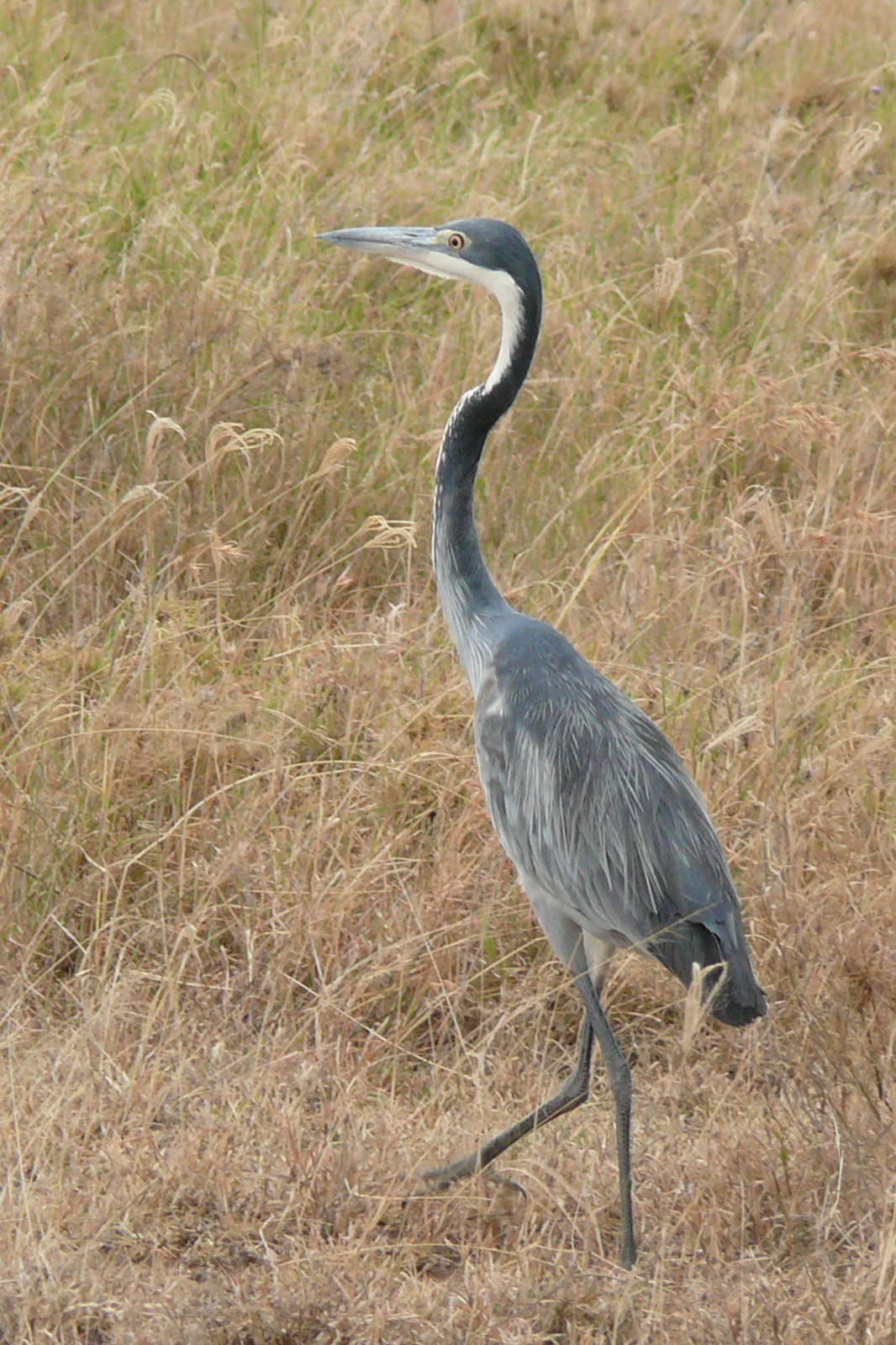
Schwarzhalsreiher

Folgende Arten zählen zur Gattung Ardea:
- Graureiher, Ardea cinerea
- Kanadareiher, Ardea herodias
- Cocoireiher, Ardea cocoi
- Weißhalsreiher, Ardea pacifica
- Silberreiher, Ardea alba
- Asienmittelreiher, Ardea intermedia
- Afrikamittelreiher, Ardea brachyrhyncha
- Pazifikmittelreiher, Ardea plumifera
- Schwarzhalsreiher, Ardea melanocephala
- Madagaskarreiher, Ardea humbloti
- Kaiserreiher, Ardea insignis
- Rußreiher, Ardea sumatrana
- Goliathreiher, Ardea goliath
- Purpurreiher, Ardea purpurea
- Kuhreiher, Ardea ibis
- Koromandelkuhreiher, Ardea coromanda
- † Ardea bennuides